# Mauritaanse parlementsverkiezingen (2018)
De Mauritaanse parlementsverkiezingen van 2018 vonden op 15 september plaats voor het eenkamerparlement van het land, de Nationale Vergadering en werden gewonnen door de regeringspartij Union pour la République (UPR) die 89 zetels wist te veroveren, een winst van vier zetels t.o.v. de verkiezingen van 2013. De UPR staat bekend als een gematigd conservatieve partij. De voornaamste oppositiepartij, Rassemblement national pour la réforme et le développement, beter bekend als Tewassoul, leverde twee zetels in en kwam uit op 14 zetels. Tewassoul is aangesloten bij de Moslimbroederschap en geldt als conservatief.
| Partij                                                                 | Zetels | % |
| ---------------------------------------------------------------------- | ------ | - |
| Union pour la République                                               | 89     |   |
| Rassemblement national pour la réforme et le développement (Tewassoul) | 14     |   |
| Union pour la démocratie et le progrès                                 | 6      |   |
| El Karama                                                              | 6      |   |
| Alliance Nationale Démocratique                                        | 4      |   |
| Parti Unitaire pour la Construction de la Mauritanie                   | 4      |   |
| Union des Forces de Progrès                                            | 3      |   |
| Rassemblement des forces démocratiques                                 | 3      |   |
| Choura pour le Développement                                           | 3      |   |
| Alliance populaire progressiste                                        | 3      |   |
| Sursaut de la jeunesse pour la Nation                                  | 3      |   |
| Pacte National pour la Démocratie et le Développement                  | 2      |   |
| Parti de l'entente démocratique et sociale (El Wiam)                   | 2      |   |
| Parti de la Conciliation et de la Prospérité                           | 1      |   |
| Alliance pour la justice et la démocratie                              | 1      |   |
| Overige partijen                                                       | 9      |   |
| Totaal                                                                 | 153    |   |
| Aantal voor vrouwen gereserveerde zetels                               | 20     |   |
| Bron: CENI                                                             |        |   |